# Over Drive (film)
Over Drive è un film giapponese del 2018 diretto da Eiichirō Hasumi. Il film è interpretato da Masahiro Higashide, Mackenyu, Aoi Morikawa, Takumi Kitamura, Keita Machida, Jun Kaname e Kōtarō Yoshida.

## Riconoscimenti
| Premio                              | Categoria      | Destinatario(i)    | Risultato | Ref   |
| ----------------------------------- | -------------- | ------------------ | --------- | ----- |
| 40º Festival del Cinema di Yokohama | Miglior attore | Masahiro Higashide | Vinto     | [ 2 ] |
| Premio Tama Cinema 2018             | Miglior attore | Masahiro Higashide | Vinto     | [ 3 ] |